# Тарануха, Ростислав Ярославович
Ростисла́в Яросла́вович Тарану́ха (укр. Ростислав Ярославович Тарануха; род. 26 января 1997, Лубны, Полтавская область) — украинский футболист, нападающий клуба «Оболонь».

## Клубная карьера

### Ранние годы
Родился в городе Лубны, Полтавская область. Воспитанник молодежной академии киевского «Динамо», в которой занимался с 6-летнего возраста. Первый тренер — Виктор Иосифович Кащей. Начиная с сезона 2013/14 годов выступал за юниорскую (U-19) команду киевлян, в 2014 году также дебютировал в молодежной команде «Динамо». С каждым следующим сезоном получал все большее игровое время в молодежной команде. В сезоне 2015/16 годов выступал в составе киевлян в Юношеской лиге УЕФА (5 матчей, 1 гол). А в сезоне 2016/17 годов уже играл исключительно в молодежной команде. В начале июня 2016 подписал с «Динамо» новый 1-летний контракт. 1 июля 2017 года, так и не сыграв ни одного официального матча за первую команду, свободным агентом покинул расположение киевского клуба.

### «Сумы»
15 марта 2018 подписал контракт с «Сумами». Дебютировал в футболке «профессионалов» 26 марта 2018 в победном (4:0) выездном поединке 24-го тура против харьковского «Гелиоса». Ростислав вышел на поле в стартовом составе, а на 65-й минуте его заменил Ярослав Рафальский. Дебютным голом за «Сумы» отметился 28 июля 2018 на 32-й минуте (с пенальти) победного (3:1) домашнего поединка 2-го тура Первой лиги против кропивницкой «Звезды». Тарануха вышел на поле в стартовом составе, на 46-й минуте получил желтую карточку, а на 76-й минуте его заменил Павел Гордейчук. В составе сумского коллектива сыграл 12 матчей в Первой лиге, в которых отличился 2-мя голами.

### «Полесье» (Житомир)
В начале марта 2019 усилил «Полесье». Дебютировал в футболке житомирского клуба 6 апреля 2019 в победном (2:0) домашнем поединке 18-го тура группы А Второй лиги против тернопольской «Нивы». Ростислав вышел на поле в стартовом составе и отыграл весь матч. В июне 2020 года подписал новый 1-летний контракт с «Полесьем». В составе житомирского клуба сыграл 6 матчей во Второй лиге Украины.

### «Кремень»
24 июля 2019 заключил договор с «Кременем». Дебютировал в футболке кременчугского клуба 3 августа 2019 в победном (1:0) домашнем поединке 2-го тура Первой лиги против запорожского «Металлурга». Тарануха вышел на поле на 71-й минуте, заменив Романа Локтионова. Дебютный гол за «Кремень» отличился 19 октября 2019 года на 57-й минуте ничейного (1:1) выездного поединка 14-го тура Первой лиги против «Балкан». Ростислав вышел на поле в стартовом составе и отыграл весь матч. В Первой лиге чемпионата Украины за «Кремень» сыграл 12 матчей и отличился 2-мя голами. В конце января 2020 года оставил «Кремень».

### «Черкащина»
В конце февраля 2020 подписал контракт с «Черкащиной». Дебютировал в составе новой команды 25 июня 2020 года в проигранном (0:1) выездном поединке 20-го тура Первой лиги против «Балкан». Тарануха вышел на поле в стартовом составе, а на 87-й минуте его заменил Артём Цурупин. Единственным голом за черкасский клуб отметился 23 июля 2020 на 52-й минуте проигранного (2:6) домашнему поединку 26-го тура Первой лиги против «Миная». Ростислав вышел на поле в стартовом составе и отыграл весь матч. В футболке «Черкащины» в Первой лиге сыграл 18 матчей (1 гол), еще 2 поединка в плей-офф за право сохранения места в Первой лиге. Однако по итогам сезона черкасский клуб вылетел во Вторую лигу, а Ростислав Тарануха покинул команду.

### Возвращение в «Полесье»
В начале сентября 2020 года вернулся в «Полесье». В футболке житомирского клуба дебютировал 12 сентября 2020 в ничейном (0:0) домашнем поединке 2-го тура Первой лиги против ровенского «Вереса». Тарануха вышел на поле на 81-й минуте, заменив Дениса Галенкова.

## Карьера в сборной
Выступал за юношеские сборные Украины U-15 и U-16. В футболке юношеской сборной Украины (U-17) дебютировал 19 октября 2013 в проигранном (1:2) выездном товарищеском поединке против сверстников из Италии. Ростислав вышел на поле в стартовом составе, на 39-й минуте отличился голом, а на 67-й минуте его заменил Дмитрий Саутин. С 2013 по 2014 год сыграл за команду U-17 10 матчей, в которых отличился 5-ю голами.
В октябре 2014 года в составе юношеской сборной Украины (U-18) принял участие в международном турнире Lafarge Foot Avenir во Франции. 8 октября 2014 года на 16-й и 19-й минутах отличился голами в ничейном (2:2) поединке против сверстников из Уругвая. Помог команде занять второе место в вышеуказанном турнире.
1 сентября 2015 года получил дебютный вызов в юношескую сборную Украины (U-19) на товарищеский турнир Стевана Вилотича в Сербии. В футболке юношеской сборной Украины (U-19) дебютировал 10 октября 2015 года в ничейном (1:1) выездном товарищеском матче против юношеской сборной Ирландии (U-19). Тарануха вышел на поле в стартовом составе, а на 46-й минуте его заменил Алексей Гуцуляк. В составе юношеской сборной Украины U-19 сыграл 5 матчей.